# Александров, Юрий Маремьянович
Ю́рий Маремья́нович Александров (1919—1969) — капитан судов Дальневосточного и Сахалинского государственного морского пароходства, почётный работник морского флота, кавалер ордена Ленина.

## Биография
Родился 1 января 1919 года в селе Красное Никольского уезда Северо-Двинской губернии РСФСР (ныне в Даровском районе Кировской области России). В 1936 году окончив среднюю школу, поступил на судоводительский факультет
Ленинградского института инженеров водного транспорта, однако со второго курса вуза по собственному желанию перевёлся в Ленинградский морской техникум, по окончании которого был мобилизован на фронт. Участвовал в обороне Ленинграда в качестве штурмана на военных транспортных судах отряда особого назначения Краснознамённого Балтийского флота. В июне 1942 года по приказу Наркомморфлота был откомандирован в Дальневосточное пароходство, где работал в должностях второго и старшего помощника на судах «Азербайджан», «П. Чайковский», «Ильич». Выполнял рейсы по ленд-лизу. 
В феврале 1949 года получил диплом капитана и в этой должности работал на судах Дальневосточного пароходства «Аргунь», «Волхов», «Итара» и других. В апреле 1953 года перешёл на работу в Сахалинское государственное морское пароходство. С 1963 года капитан теплохода «Балахналес». 
Скоропостижно скончался в посёлке Ванино при исполнении служебных обязанностей от острой сердечной недостаточности.

## Награды и звания
- Орден Ленина[1]
- Медаль «За оборону Ленинграда»
- Медаль «За победу над Германией в Великой Отечественной войне 1941—1945 гг.»
- Медаль «За Победу над Японией»[3]
- «Почётный работник морского флота»